# ابن الحاج أحمد (فلم)
ابن الحاج أحمد هو فيلم مصري عرض عام 2023 في موسم عيد الفطر، بطولة شيكو ورحمة أحمد وسيد رجب ومصطفى غريب، ومن إخراج معتز التوني، وهو من أفلام عيد الفطر 1444 هـ.

## قصة الفيلم
يتورط شاب يدعى (أحمد) يعمل بائعًا بمتجر بقالة والده في متاعب جمة، بعدما يجد نفسه في مواجهة إحدى العصابات الخطيرة، مما يحتم عليه التعاون مع الشابة (نبيلة) والتصدي للخطر معًا.

## طاقم التمثيل
- شيكو: (أحمد / شلتة)
- رحمة أحمد: (نبيلة)
- سيد رجب: (أبو أحمد)
- عايدة رياض
- صبري فواز
- مصطفى غريب
- محمد لطفي

## فريق العمل
- إخراج: معتز التوني
- فكرة: عمرو سلامة
- سيناريو: أحمد محيي، محمد المحمدي
- شارك في السيناريو: فادي أبو السعود
- مدير التصوير: هيثم حسني
- مونتاج: سلافة نور الدين
- موسيقى تصويرية: عادل حقي
- إنتاج: يوسف الطاهر

## وصلات خارجية
- مقالات تستعمل روابط فنية بلا صلة مع ويكي بيانات